# Lijst van wapens van Deense gemeenten
Dit artikel bevat een lijst van wapens van Deense gemeenten.

## RegioHoofdstad

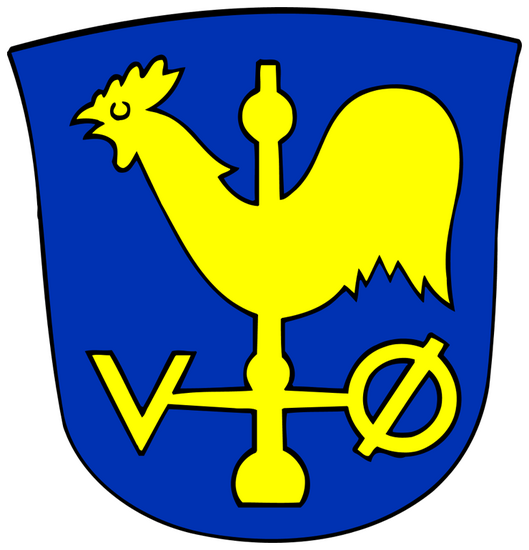
Albertslund
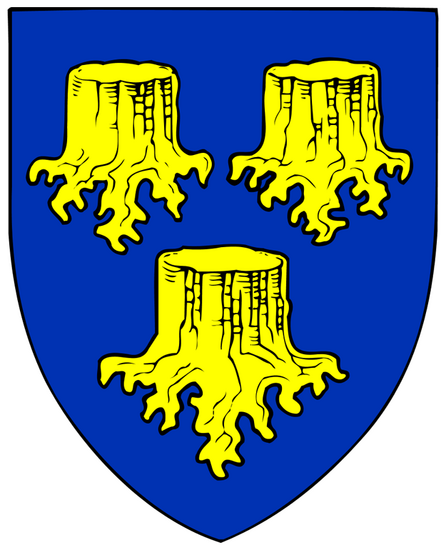
Allerød
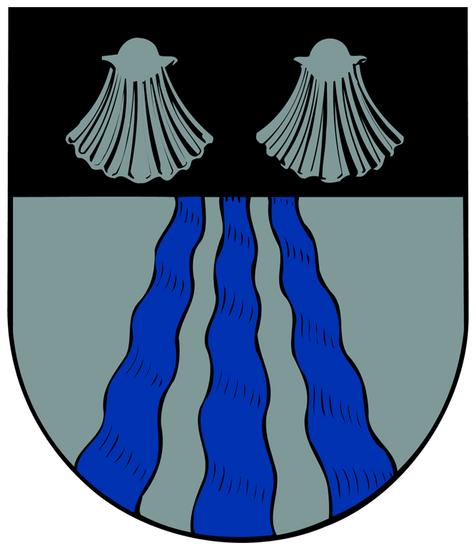
Ballerup
Bornholm
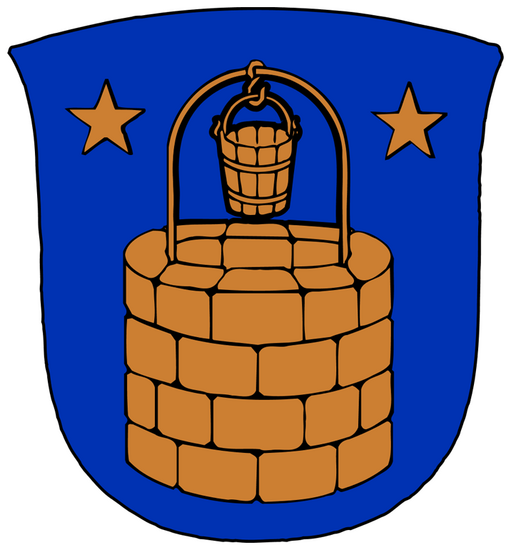
Brøndby
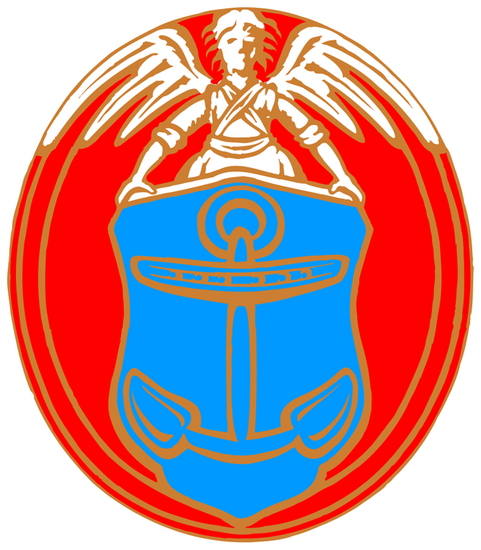
Dragør
Egedal
Fredensborg
Frederiksberg
Frederikssund
Furesø
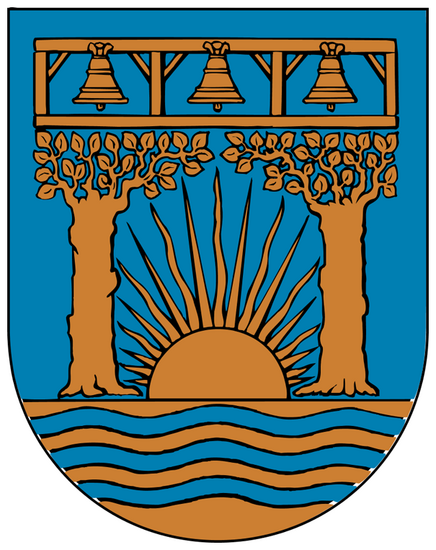
Gentofte
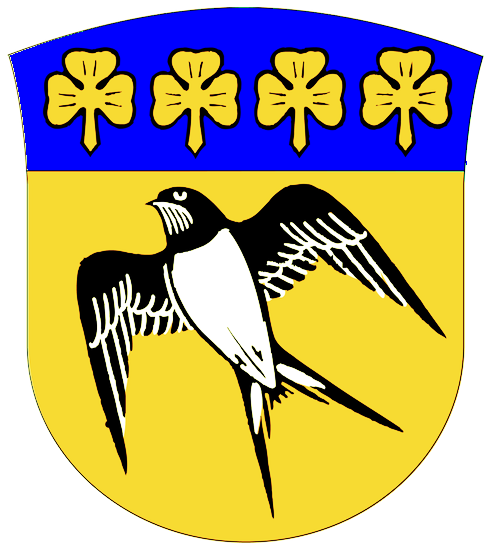
Gladsaxe
Glostrup
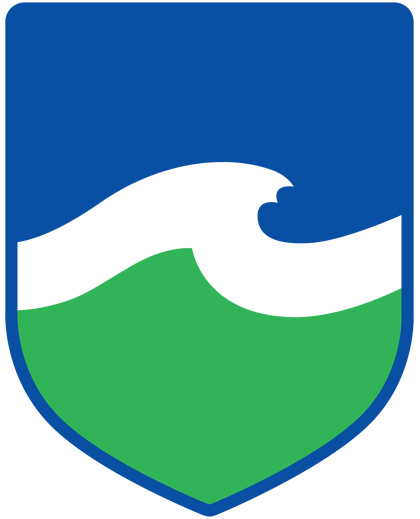
Gribskov
Halsnæs
Helsingør
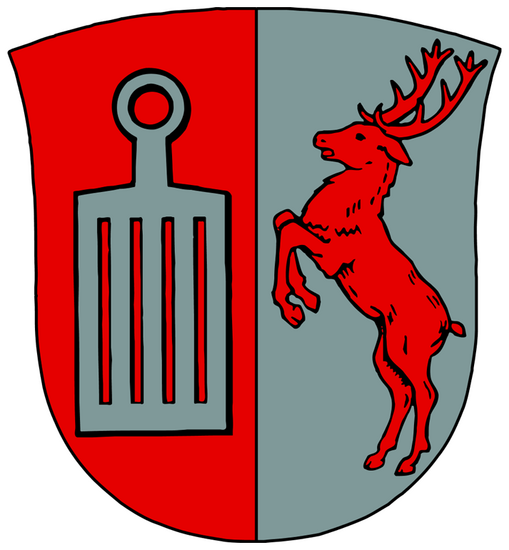
Herlev
Hillerød
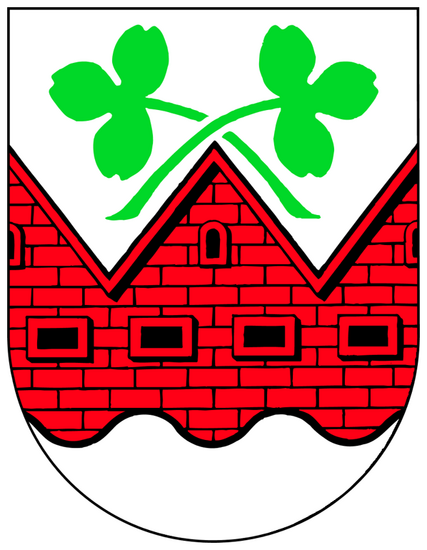
Hvidovre
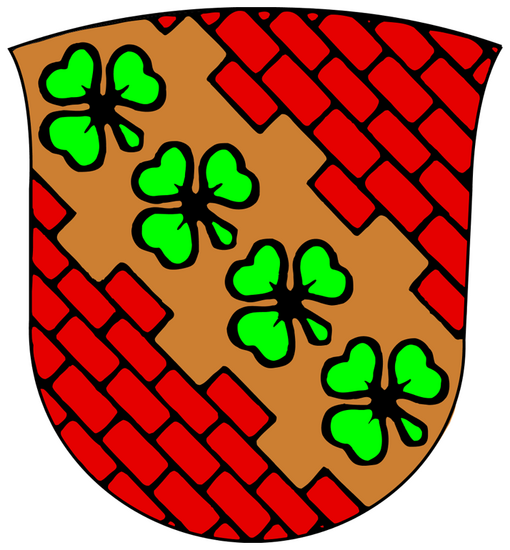
Høje-Taastrup
Hørsholm
Ishøj
Wapen van Kopenhagen
Lyngby-Taarbæk
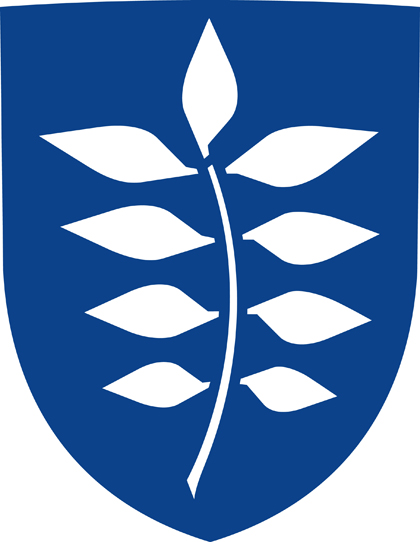
Rudersdal
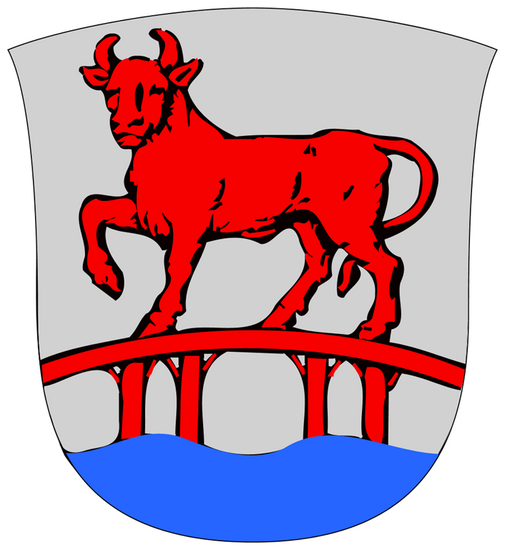
Rødovre
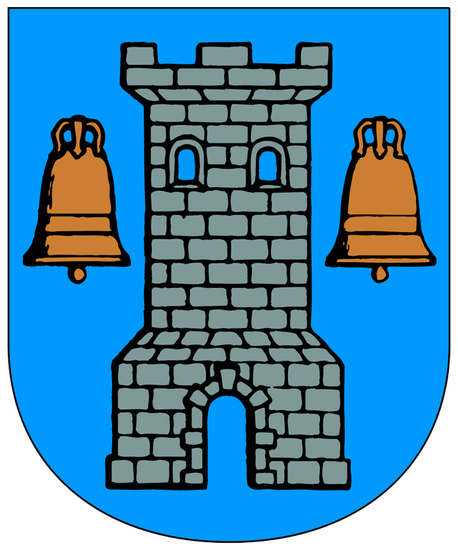
Tårnby
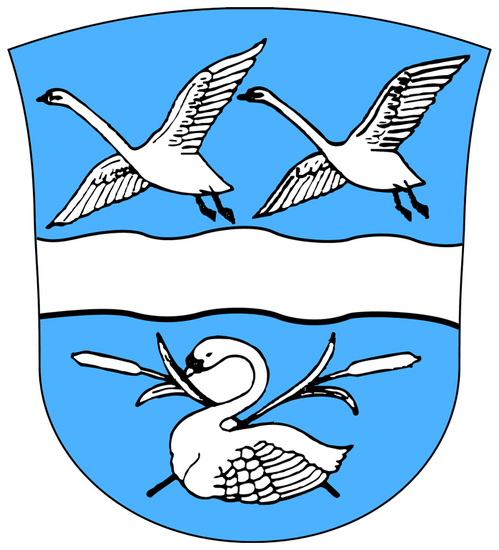
Vallensbæk

## RegioMidden-Jutland

Aarhus
Favrskov
Hedensted
Herning
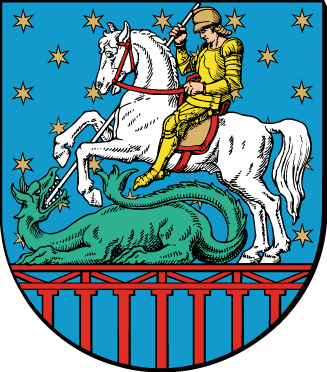
Holstebro
Horsens
Ikast-Brande
Lemvig
Norddjurs
Odder
Randers
Ringkøbing-Skjern
Samsø
Silkeborg
Skanderborg
Skive
Struer
Syddjurs
Viborg

## RegioNoord-Jutland

Aalborg
Brønderslev
Frederikshavn
Hjørring
Jammerbugt
Læsø
Mariagerfjord
Morsø
Rebild
Thisted
Vesthimmerlands

## RegioSeeland

Fakse
Greve
Guldborgsund
Holbæk
Kalundborg
Køge
Lejre
Lolland
Næstved
Odsherred
Ringsted
Roskilde
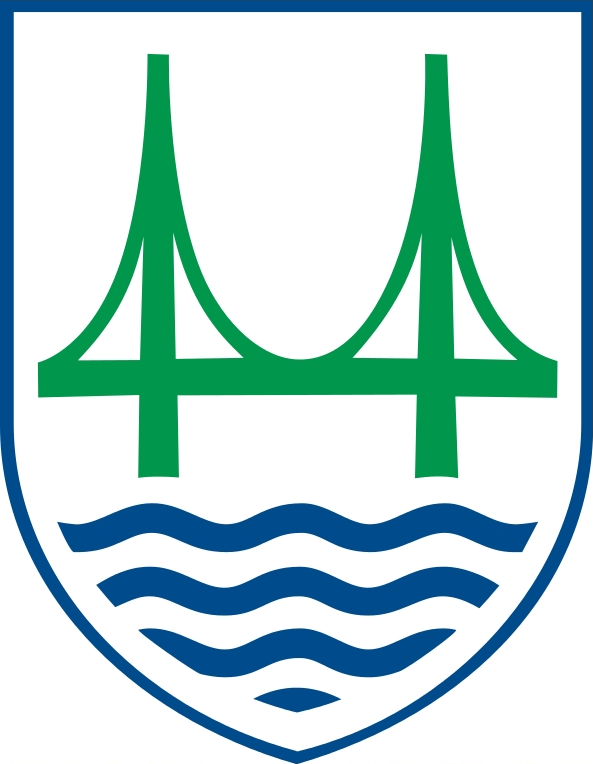
Slagelse
Solrød
Sorø
Stevns
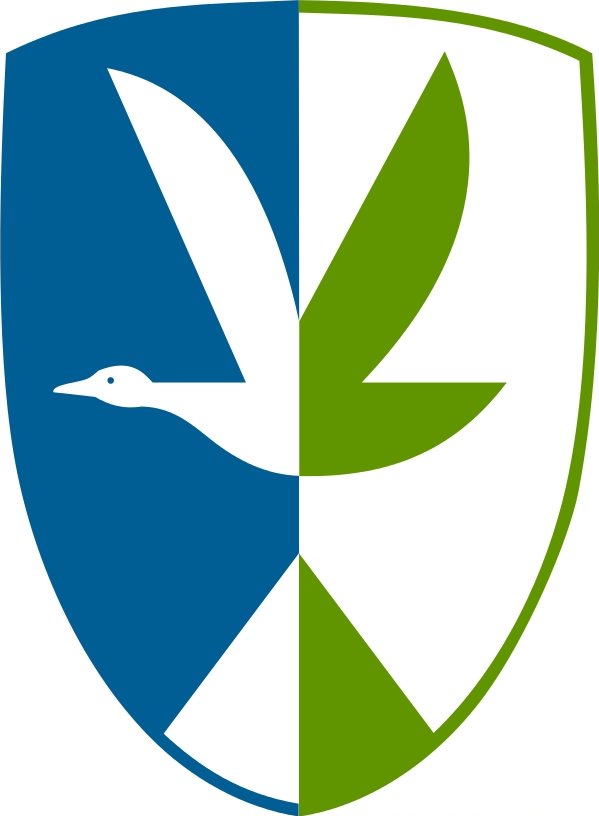
Vordingborg

## RegioZuid-Denemarken

Aabenraa
Ærø
Assens
Billund
Esbjerg
Fanø
Fredericia
Faaborg-Midtfyn
Haderslev
Kerteminde
Kolding
Langeland
Middelfart
Nordfyn
Nyborg
Odense
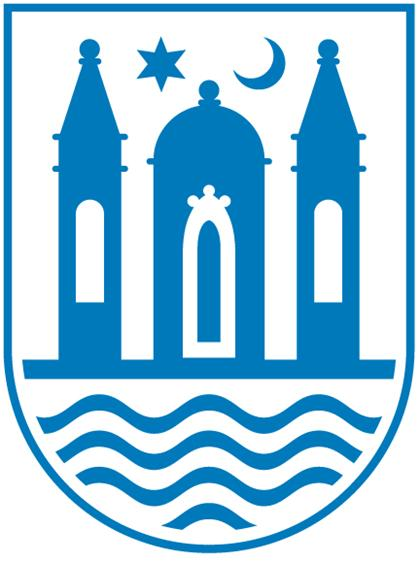
Svendborg
Sønderborg
Tønder
Varde
Vejen
Vejle